# Emma Checker
Emma Checker, née le 11 mars 1996 à Ashford, est une footballeuse internationale australienne évoluant au poste de défenseure centrale à Melbourne City.

## Biographie

### Carrière en club
Emma Checker fait ses débuts à seulement 15 ans en première division australienne, la W-League, en 2011 avec le club d'Adélaïde United (en). Avec ce club, elle devient la plus jeune capitaine de l'histoire du championnat.
De 2013 à 2015, elle porte les couleurs de Melbourne Victory et gagne le titre de champion d'Australie la première année. Elle joue ensuite à Canberra United pendant deux ans pour quinze apparitions.
En 2017, Checker rejoint Incheon Hyundai Steel Red Angels WFC en Corée du Sud, mais fait alors face à une sérieuse blessure. Elle retourne à Adélaïde, plus tard dans l'année, où elle est nommée capitaine de l'équipe. Elle s'affirme alors comme une des meilleures défenseuses centrales du pays et devient la quatrième joueuse avec le plus d'apparitions à Adélaïde (41 matchs).
Pour la saison 2019-2020, elle rejoint le club de Melbourne City où elle remporte le titre de champion. Pour la saison suivante, elle signe en France, au FC Fleury 91.

### Carrière internationale
Emma Checker connaît toutes les sélections de jeunes australiennes. Elle est régulièrement appelée avec l'équipe A depuis 2012, mais n'a participé qu'à cinq rencontres.

## Palmarès
Melbourne Victory
- Vainqueur de la W-League en 2013-2014

 Melbourne City
- Vainqueur de la W-League en 2019-2020

 Australie
- Finaliste de la Coupe d'Asie féminine en 2014

## Statistiques
| Saison                | Club                  | Championnat           | Championnat | Championnat | Coupe(s) nationale(s) | Coupe(s) nationale(s) | Total | Total |
| Saison                | Club                  | Division              | M.          | B.          | M.                    | B.                    | M.    | B.    |
| 2011-2012             | Adelaide United (en)  | W-League              | 7           | 0           | -                     | -                     | 7     | 0     |
| 2012-2013             | Adelaide United (en)  | W-League              | 10          | 0           | -                     | -                     | 10    | 0     |
| Sous-total            | Sous-total            | Sous-total            | 17          | 0           | -                     | -                     | 17    | 0     |
| 2013-2014             | Melbourne Victory     | W-League              | 12          | 1           | -                     | -                     | 12    | 1     |
| 2014-2015             | Melbourne Victory     | W-League              | 10          | 0           | -                     | -                     | 10    | 0     |
| Sous-total            | Sous-total            | Sous-total            | 22          | 1           | -                     | -                     | 22    | 1     |
| 2015-2016             | Canberra United       | W-League              | 8           | 0           | -                     | -                     | 8     | 0     |
| 2016-2017             | Canberra United       | W-League              | 7           | 0           | -                     | -                     | 7     | 0     |
| Sous-total            | Sous-total            | Sous-total            | 15          | 0           | -                     | -                     | 15    | 0     |
| 2017-2018             | Adelaide United (en)  | W-League              | 12          | 0           | -                     | -                     | 12    | 0     |
| 2018-2019             | Adelaide United (en)  | W-League              | 12          | 0           | -                     | -                     | 12    | 0     |
| Sous-total            | Sous-total            | Sous-total            | 24          | 0           | -                     | -                     | 24    | 0     |
| 2019-2020             | Melbourne City        | W-League              | 14          | 0           | -                     | -                     | 14    | 0     |
| Sous-total            | Sous-total            | Sous-total            | 14          | 0           | -                     | -                     | 14    | 0     |
| Total sur la carrière | Total sur la carrière | Total sur la carrière | 40          | 9           | 7                     | 1                     | 47    | 10    |